# Norma Teagarden

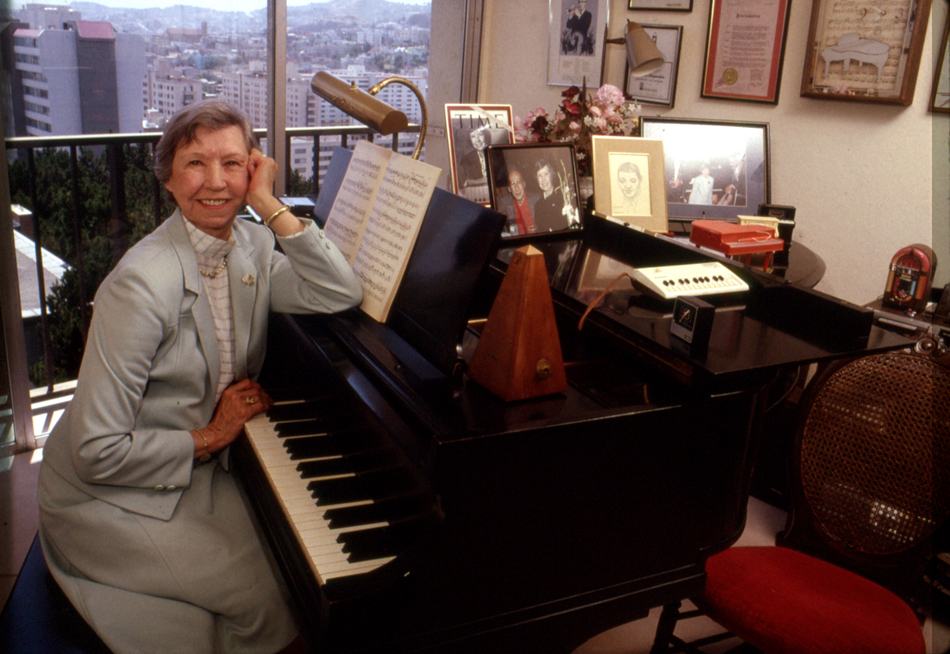
Norma Teagarden (1989), Foto: Brian McMillen

Norma Louise Teagarden (* 28. April 1911 in Vernon, Texas; †  5. Juni 1996) war eine US-amerikanische Jazz-Pianistin.

## Leben und Wirken
Norma Teagarden wurde in einem kleinen Ort an der Grenze von Texas zu Oklahoma geboren. Sie kam aus einer musikalischen Familie, in der jeder ein Instrument spielte und die Mutter Helen Teagarden den Kindern Instrumentalunterricht erteilte. Einer ihrer Brüder war der Posaunist Jack Teagarden (ihre anderen Brüder waren der Trompeter Charlie und der Schlagzeuger Clois „Cub“ Teagarden). Norma Teagarden lernte neben dem Klavierspiel zunächst auch Violine. Nach dem Tod des Vaters infolge der Grippe zogen sie 1918 zu Verwandten nach Chappell in Nebraska. Um 1926 begann sie professionell in Oklahoma City zu spielen. Nach der Highschool tourte sie ab 1928 mit einer Territory Band in New Mexico, wo sie fünf Jahre u. a. bei lokalen Tanzveranstaltungen wie der der Lions Clubs spielte. Dann gründete sie eigene Bands in Oklahoma und spielte mit ihren Brüdern in New York und Chicago. 1942 zog sie nach Los Angeles, wo sie eine eigene Band leitete und mit Ivy Anderson arbeitete. Spät im Jahr 1943 trat sie in die Bigband ihres Bruders Jack Teagarden ein und ging mit ihm bis 1947 auf Tour, als er die Band auflöste um sich Louis Armstrong anzuschließen. In Long Beach (Kalifornien) gründete sie eine eigene Jazz-Combo und begann Unterricht zu geben. 1949 wurde sie Mitglied der Band von Ada Leonard. Dann spielte sie in Kalifornien mit den Bands von Ben Pollack, Matty Matlock, Ted Vesley, Pete Daily und Ray Verduc, bevor sie von 1952 bis 1955 wieder mit ihrem Bruder in Los Angeles spielte.
1955 heiratete sie den Geschäftsmann John Friedlander und verließ die Band. 1957 zog das Paar nach San Francisco, wo sie in der New-Orleans-Jazz-Revival-Szene u. a. mit Turk Murphy, Pee Wee Russell, Eddie Condon, Jimmy McPartland, Edmond Hall, Leonard Feather, Dick Cary, Carl Kress, Kenny Davern und Walter Page spielte. 1963 spielte sie mit ihrer Mutter Helen (mit der sie auch sonst häufig auftrat und mit ihr zusammen eine Klavierschule betrieb) und ihren Brüdern Charlie und Jack auf dem Monterey Jazz Festival; dieser Auftritt wurde auch mit Aufnahmen dokumentiert. In den 1970er Jahren wurde sie beständig zum Sacramento Jazzfestival eingeladen und war 1983 wurde sie die „Empress“ des 10.Dixieland Jazz Festivals in Sacramento.
Norma Teagarden war noch bis kurz vor ihrem Tod an Krebs aktiv – sie spielte regelmäßig Mittwoch Abends in der Washington Square Bar und Grill in North Beach, San Francisco. Seit den 1940er Jahren nahm sie u. a. mit ihrem Bruder auf und ist auch in den „Town Hall Concerts“ von Eddie Condon (1944) zu hören. Unter eigenem Namen nahm sie in den Niederlanden auf sowie 1977 beim Bix-Beiderbecke-Festival.
1980 erhielt sie den Award of Merit von San Francisco. 1973 erhielt sie die Ehrendoktorwürde des London Institute for Applied Research.